# Општина Карлибаба (Сучава)
Карлибаба (рум. Cârlibaba) општина је у Румунији у округу Сучава.
Oпштина се налази на надморској висини од 1228 m.